# أولام

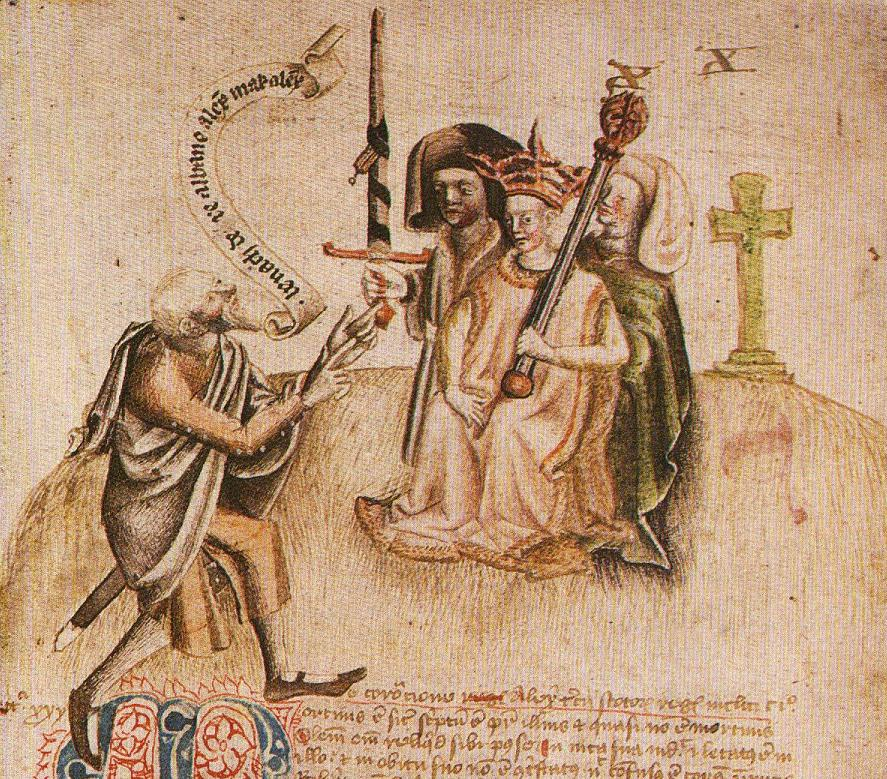

اولام (بالانجليزية: اولاف) وتعني الكلمة في الادب الايرلندي المبكر، العضو الاعلى مرتبة من الشعراء واستخدم أيضا هذا المصطلح للدلالة على العضو الاعلى مرتبة في أي مجموعة، وهكذا من الممكن ان يكون اولام بريتم ذو المرتبة الاعلى في القضاء.
واولام ري المرتبة الاعلى في الحكم، وايضا كانت تطبق كلمة اولاف على العضو الاعلى مرتبة في الادب الإنجليزي، وكثيرا ما تعني المعنى المشابه لـ البروفسور أو شخص ذو علم عظيم.
وعادة ما كانت كلمة  اولاف / اولام توهب بامتياز مساو للملك، وبالتالي يمكن تزيينها بست الوان، وكان هناك في ايرلندا القديمة منصب رسمي يسمى «ري اولام» أو «ارد اولام» أو «اولام رئيس جمهورية ايرلاندا»، وصاحب هذا المنصب كان له مكانة عالية مساوية لملك ايرلندا.
في الالف قبل الميلاد من القرن الثامن عشر في اليرمون سميت أشهر اولام / اولاف في ايرلاندا اولاف فالا وتعني اولامافودلا «المعلم العظيم»
التي كانت تستخدم لتعيين العديد من الرجال البارزين على مر التاريخ.